# تعطیلات (فیلم ۲۰۰۶)
تعطیلات (انگلیسی: The Holiday) فیلمی در ژانر کمدی رمانتیک با درونمایه کریسمس به کارگردانی، نویسندگی و تهیه‌کنندگی نانسی مایرز است که در سال ۲۰۰۶ منتشر شد.
این فیلم در کالیفرنیا و انگلستان فیلمبرداری شده و توسط کلمبیا پیکچرز و یونیورسال استودیوز توزیع شد.

## خلاصه داستان
«ایریس» (کیت وینسلت) عاشق مردی شده که قصد ازدواج با زن دیگری را دارد. در این بین، «آماندا» (کامرون دیاز) فهمیده‌است که مردی که با او زندگی می‌کند نسبت به او بی‌تفاوت شده‌است. این دو زن که تا حالا هیچوقت همدیگر را ندیده بودند و ۶ هزار مایل با هم فاصله داشتند، همدیگر را پیدا می‌کنند و …

## بازیگران
- کامرون دیاز - آماندا وودز
- کیت وینسلت - آیریس سیمپکینز
- جود لا - گراهام سیمپکینز
- جک بلک - مایلز دومانت
- ایلای والاک - آرتور ابات
- ادوارد برنز - اتان
- روفوس سیول - جسپر بلوم
- اودت انابل - زوج در حال بوسه
- جیمز فرانکو - خودش (در فیلم ذکر نشده)
- شانین سوسامون - مگی
- داستین هافمن - خودش - کمیو
- لیندزی لوهان - خودش (در فیلم ذکر نشده)
- سارا پریش - هنا
- پاتریک کاوانا